# Gianni Proia
Gianni Proia (* 1921 in Rom) ist ein  italienischer Dokumentarfilmregisseur.
Der Sohn des Filmproduzenten Alfredo Proia, der zunächst ein Jurastudium abschloss, wirkte nach einigen Drehbuchmitarbeiten seit den 1960er Jahren im Mondo-Genre. Nach der Produktion von Luigi Vanzis Nachtklub-Films Mondo di notte drehte er die beiden Nachfolger selbst. Mit Realtà romanzesca verließ er 1967 den Mondo-Bereich, blieb mit seiner Sammlung nahezu unglaublicher Schicksale und Lebensbedingungen in der Gegend des Sensationsdokumentarischen. Seine beiden letzten Filme, eine Rückkehr zu Bewährtem, hatten keinen großen Erfolg mehr.

## Filmografie (Auswahl)
- 1961: Attraktionen aus aller Welt (Mondo di notte n. 2)
- 1963: Mondo di notte – Welt ohne Scham (Mondo di notte n. 3)
- 1967: Realtà romanzesca
- 1975: Mondo di notte oggi
- 1980: Siamo fatti così: aiuto!